# Finströms kyrka

Finströms kyrka är en kyrkobyggnad i Finström på Åland. Kyrkan, från slutet av 1200-talet, är tillägnad Sankt Mikael och är den bäst bevarade medeltida byggnaden i Finland.[källa behövs] Sankt Mikael är avbildad i kyrkan i form av två träskulpturer och en kalkmålning. När kyrkan byggdes låg den vid en havsvik som numer är avskuren i och med landhöjningen.

## Kyrkobyggnaden
Spår av en mindre kyrka har hittats inne i Finströms kyrka. Träskulpturen den leende Mikael och ett antal mynt som pekar på att träkyrkan tillkom under 1100-talet. Den första stenkyrkan byggdes mot slutet av 1200-talet. Vid mitten av 1400-talet vidtogs stora ombyggnader av Finströms kyrka då sakristian förhöjdes, långhuset välvdes och vapenhuset och tornet tillkom. Reformationen medförde inte så stor påverkan på kyrkan. Underhållet fortsatte och väggarna vitkalkades på 1660-talet. Finströms kyrka är byggd i röd granit precis som de flesta av Ålands kyrkor, men i övrigt är likheterna inte så stora. Exempelvis är tornet en helt integrerad del av långhuset. Tornet är tydligt inspirerat av kyrktornet i Åbo domkyrka. Kyrkan har fått behålla sin fönsterlösa nordfasad till skillnad från andra åländska kyrkor. Långhuset är ett av de största i landskapet.
Efter ombyggnaden på 1400-talet fick kyrkan heltäckande väggmålningar som verkar komma från flera olika mästare. Exempel på motiv: Sankta Anna, Yttersta domen, credosviten med apostlarna samt flera andra helgon som Sankta Gertrud, Katarina av Alexandria, heliga Birgitta, Sankt Olof och Sankt Henrik, Åbo domkyrkas helgon och Finlands skyddshelgon.

## Inventarier
- En träskulptur som föreställer den leende Sankt Mikael, sent 1100-tal
- En träskulptur ”Jätten Finn”, sent 1100-tal
- Ett krucifix från cirka 1430
- En Sankt Mikaelskuptur från cirka 1450 som också är avbildad i en av väggmålningarna.
- En ekskulptur av den helige Antonius som är en kopia av en skulptur i Åbo domkyrka från 1450-talet
- Ett altarskåp från 1460
- En kopia av statyn Sankt Göran och draken i Storkyrkan i Stockholm (invigd 1489).
- En doptavla sammansatt av äldre skulpturer, 1600-tal

## Galleri

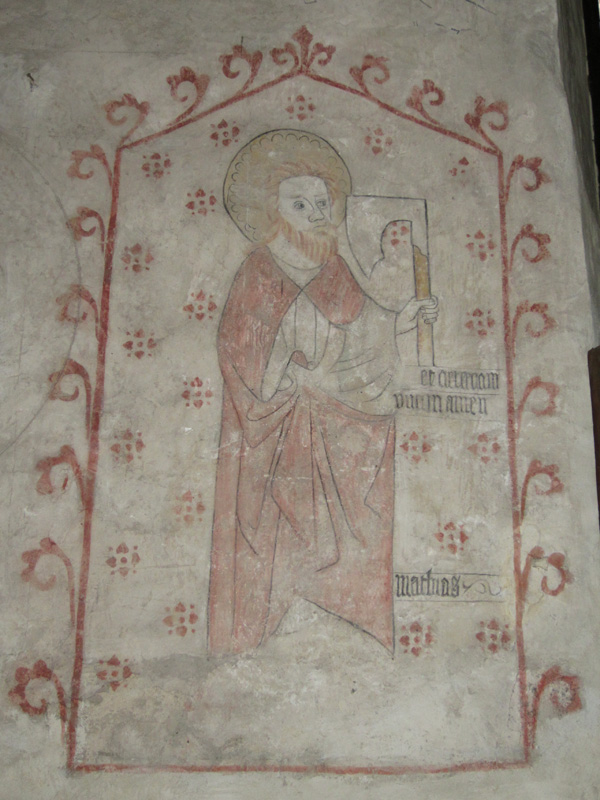
Aposteln Mattias
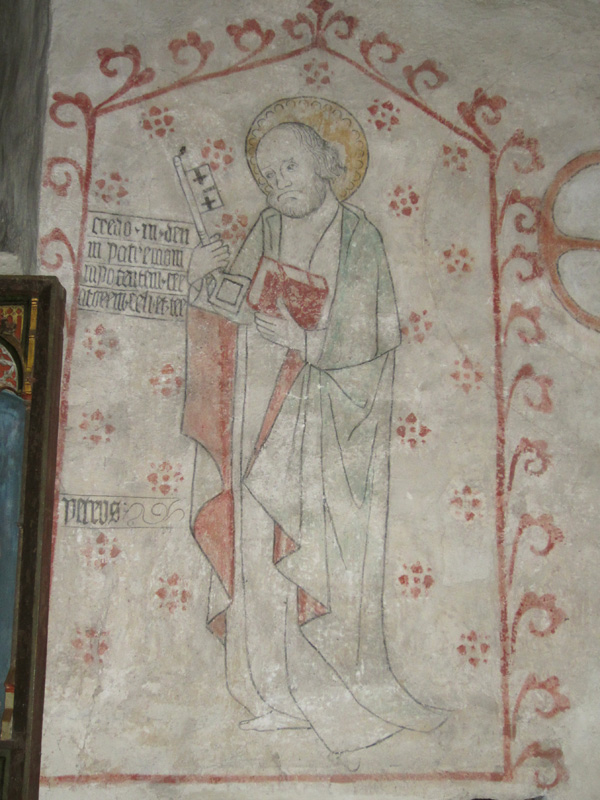
Aposteln Petrus
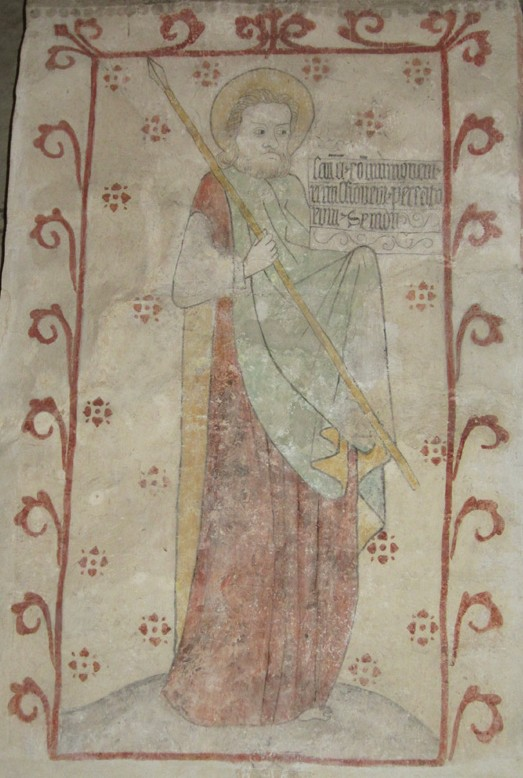
Aposteln Simon
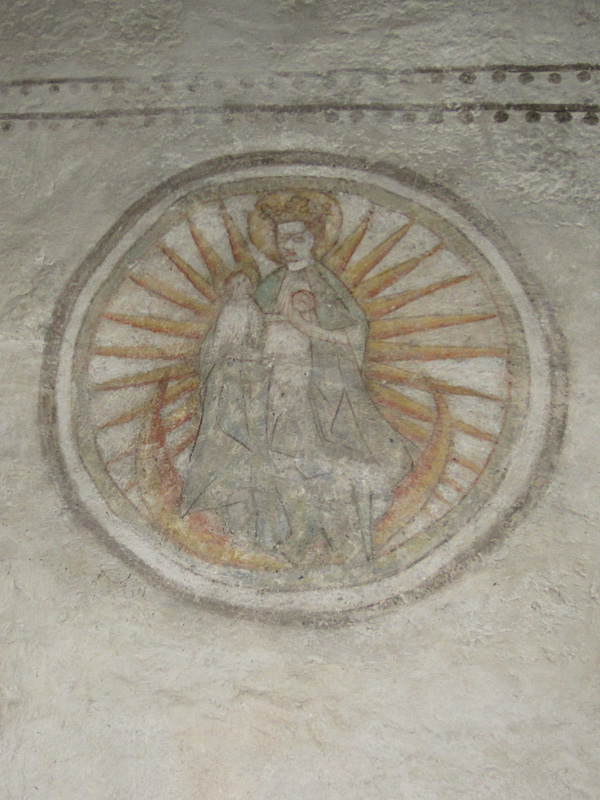
Maria in Sole
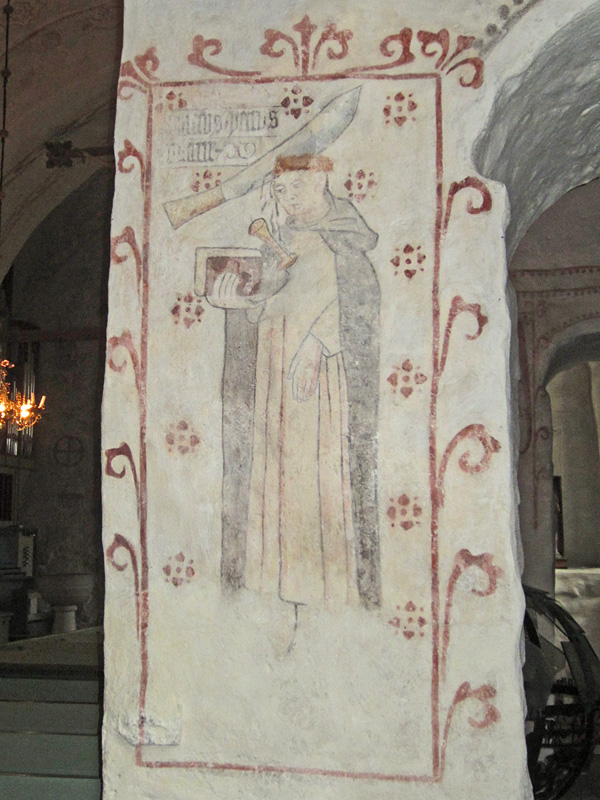
Petrus Martyr
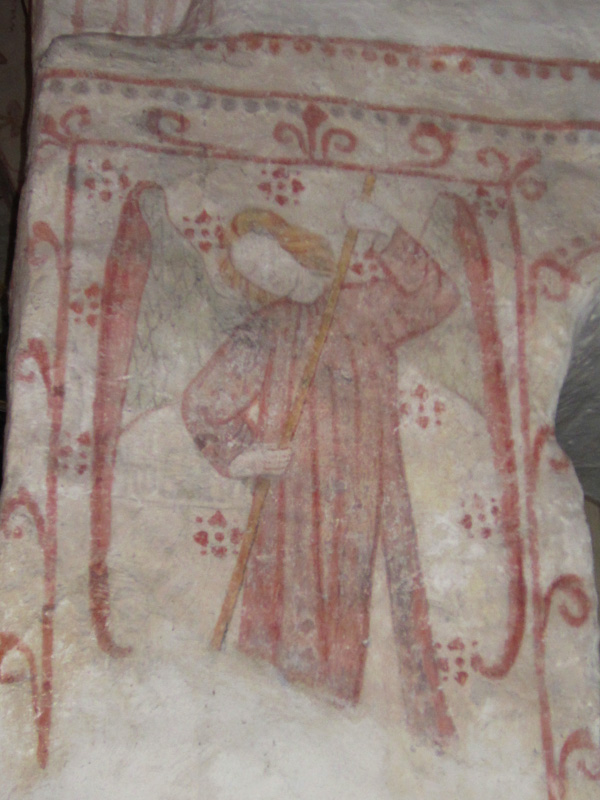
Sankt Mikael
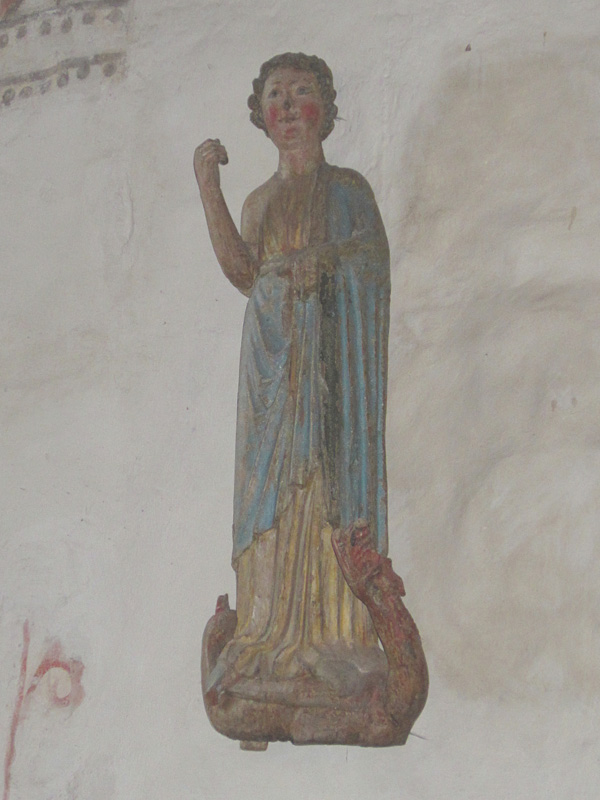
Den leende Sankt Mikael
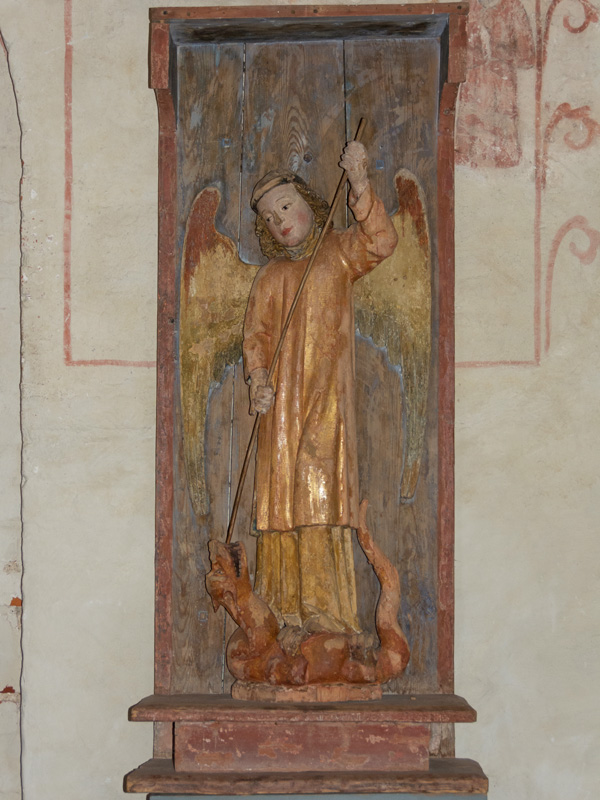
Sankt Mikael (ca 1450)
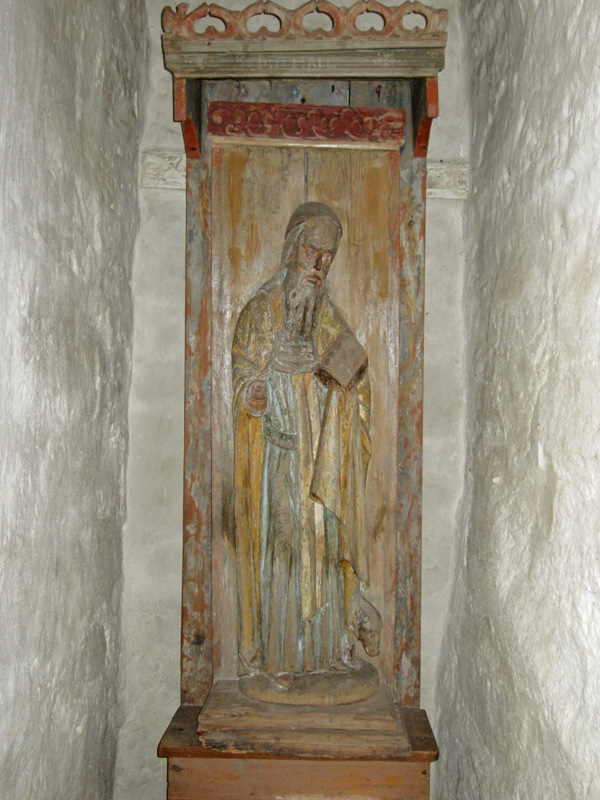
Heliga Antonius
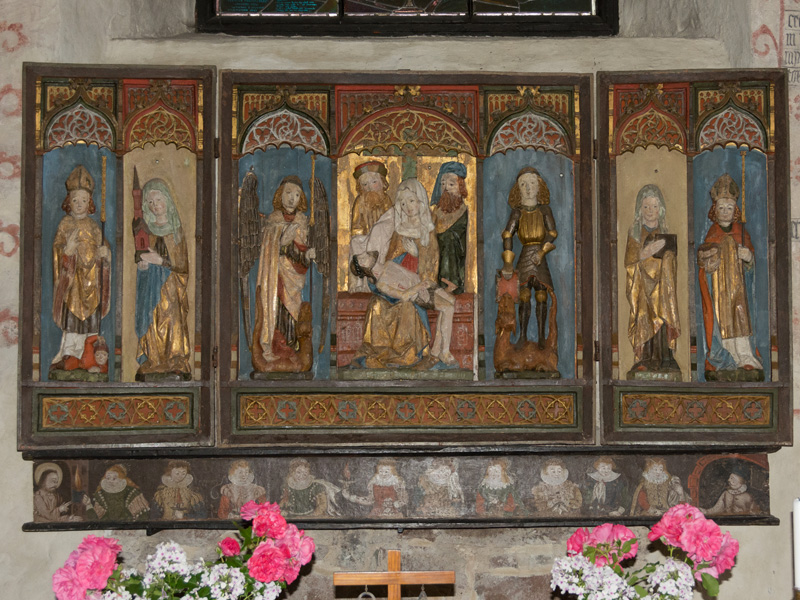
Altarskåp
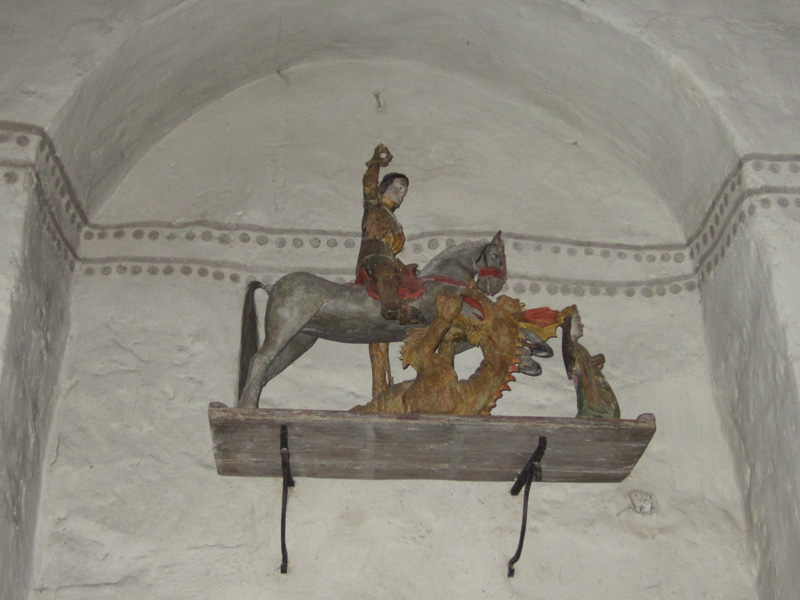
Sankt Göran och draken
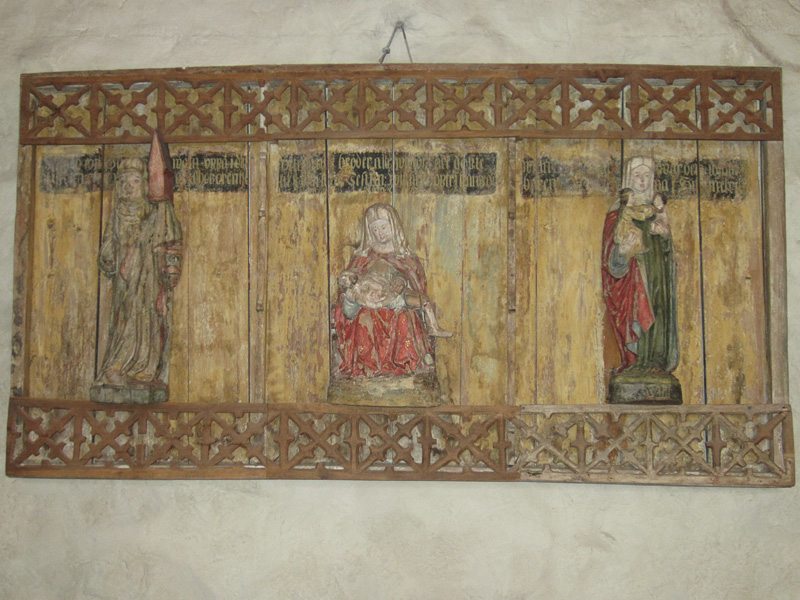
Doptavla

### Orgel

#### Gamla orgeln
- 1768 byggde Petter Lindqvist en orgel med 8 stämmor. Orgel skänktes av kaptenen Josias Ehrenmalm.[4] Den kan vara ombyggd av Thulé på mitten av 1800-talet. 6 juli 1901 byggde K. A. Rosander, Hammarland om orgeln med nytt klaver, principalstämma 4', oktavkoppel och målad och förgylld.[5]

| Manual C-d3               | Pedal C-c |
| Gedackt 8’ (1768)         |           |
| Bourdon 8’ (1768)         |           |
| Principal 4’ (1768)       |           |
| Oktava 4’ (1901)          |           |
| Fl. Amore 4' (1800-talet) |           |
| Fleut 4' (1768)           |           |
| Quint 3' (1768)           |           |
| Oktava 2' (1768)          |           |

#### Nya orgeln
- 1974 byggde Hans Heinrich en orgel som placerades vid korets norra sida. Orgeln byggdes om av Hans Heinrich 2003 då han bytte ut Rauschqint 3 chor mot Kvintadena 2' och byggde till en Singend kornett 2'.[5]

| Huvudverk I C-g3  | Bröstverk II C-g3  | Pedal C-f1         |      |
| Prinzipal 8’      | Holzgedackt 8'     | Subbas 16'         | I/P  |
| Spillpfeife 8’    | Rohrflöte 4'       | Holzflöte 8'       | II/P |
| Octave 4’         | Prinzipal 2'       | Rohrpommer 4'      | II/I |
| Waldflöte 2'      | Spitzquinte 1 1/3' | Kvintadena 2'      |      |
| Sesquialtera 3 ch | Scharf 2-3 ch      | Singend kronett 2' |      |
| Mixtur 4-5 ch     | Vox humana 8'      |                    |      |
| Trompete 8'       |                    |                    |      |